# Escalante (Vulkan)
Der Escalante, auch bekannt als El Apagado, ist ein Schichtvulkan in der Antofagasta-Region (Region II) im Norden Chiles; er liegt unmittelbar an der Grenze zu Bolivien in den Anden.
Der Escalante gehört zu einer Vulkangruppe nördlich des Sairecabur (5971 m) und besitzt einen Kratersee auf dem Gipfel. Im Süden liegen der Ojos del Toro (5760 m) und der Saciel (5700 m), im Nordosten der Curiquinca (5819 m) und im Nordwesten der Colorados (5748 m) und der Puntan (5890 m). Das Gestein besteht hauptsächlich aus den intermediären Vulkaniten Andesit und Dazit.
Westlich des Bergmassivs befinden sich die Flüsse Rio Grande, Rio Putana und Rio Incahuasi sowie die Ortschaft Machuca an der B-245. Der nächstgelegene Ort San Pedro de Atacama ist über eine Nebenstraße der B-221 entlang der Termas de Puritama, Guatin sowie über die B-245 erreichbar.

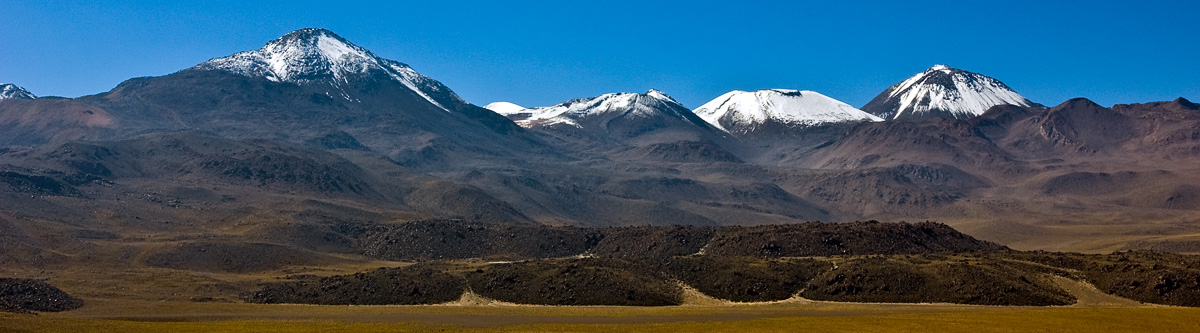
Die nacheiszeitliche Sairecabúr-Vulkangruppe mit dem Escalante (1.v.l.)